# یک شب سلطنتی
یک شب سلطنتی (انگلیسی: A Royal Night Out) یک فیلم کمدی-درام عاشقانه بریتانیایی محصول سال ۲۰۱۵ به کارگردانی جولیان جرولد، نویسندگی تروور دسیلوا و کوین هود است. سارا گدون در این فیلم نقش شاهزاده الیزابت دوم نوجوان را بازی می‌کند که به همراه خواهر کوچکتر شاهدخت مارگارت (بل پاولی) از کاخ باکینگهام خارج می‌شوند تا از جشن‌های روز پیروزی در اروپا لذت ببرند.
این فیلم در ۸ مه ۲۰۱۵ در بریتانیا و در ۷ سپتامبر ۲۰۱۵ به صورت دی‌وی‌دی منتشر شد. و در ۴ دسامبر ۲۰۱۵ در ایالات متحده اکران شد و در ۳ می ۲۰۱۶ به صورت دی‌وی‌دی منتشر شد.

## رویدادهای واقعی
دو افسر اسکورت و خلبان در فیلمنامه ساخته‌های تخیلی نویسنده بودند. در واقع، شاهزاده خانم‌ها در یک گروه سازمان یافته ۱۶ نفره ساعت ۱۰ شب بیرون رفتند. برای معاشرت با اهل عیاشی، و در ساعت ۱ بامداد به کاخ باکینگهام بازگشت.

## بازخوردها
در وب‌سایت جمع‌آوری نقد راتن تومیتوز ۷۵ درصد از ۷۶ نقد منتقد، با میانگین امتیاز ۵٫۸ از ۱۰ مثبت هستند.
در متاکریتیک بر اساس ۱۷ منتقد، امتیاز ۵۸ از ۱۰۰ را گزارش می‌کند که نشان‌دهنده «بررسی‌های مختلط یا متوسط» است.